# Karl Jakob Hein
Karl Jakob Hein (* 13. April 2002 in Põlva) ist ein estnischer Fußballtorwart, der als Leihspieler des FC Arsenal bei Real Valladolid unter Vertrag steht und aktueller estnischer A-Nationalspieler ist.

## Karriere

### Verein
Der in Põlva geborene Karl Hein begann seine fußballerische Ausbildung mit acht Jahren beim JK Loo. Im Januar 2015 wechselte der talentierte Torwart in die renommierte Fußballschule des FC Nõmme United, welche von der estnischen Torhüterlegende Mart Poom geleitet wird. Dort spielte er mit 14 Jahren bereits für die U17-Mannschaft und im Januar 2018 wurde er mit nur 15 Jahren in die erste Mannschaft beordert. Am 5. März 2018 (2. Spieltag) bestritt er beim 6:0-Heimsieg gegen den FC Lootus Kohtla-Järve sein Debüt in der dritthöchsten estnischen Spielklasse. Bis Sommer 2018 kam er zu fünf Ligaeinsätzen. Zu dieser Zeit absolvierte er auch Probetrainings bei den englischen Premier-League-Vereinen FC Arsenal, Brighton & Hove Albion und Manchester United.
Zur Saison 2018/19 wechselte er in die Nachwuchsabteilung des FC Arsenal. Bei den Gunners spielte er in der Saison 2018/19 in der U18-Mannschaft, kam jedoch auch aufgrund eines Handbruches jedoch nur zu sechs Pflichtspieleinsätzen. Dennoch wurde er am 9. Mai 2019 mit seinem ersten professionellen Vertrag ausgestattet, der mit einer Laufzeit bis 2022 vereinbart wurde. In der nächsten Spielzeit 2019/20 stand er bereits regelmäßig für die Reservemannschaft zwischen den Pfosten und stieg in der Premier League 2 zur Nummer eins auf.
In der Saison 2020/21 wurde Hein unter dem Cheftrainer Mikel Arteta hinter Bernd Leno, Alex Rúnarsson und Matt Macey der 4. Torwart der Profimannschaft. Spielpraxis sammelt er jedoch weiterhin in der U23. Am 29. Oktober 2020 saß der 18-Jährige beim 3:0-Heimsieg gegen den Dundalk FC in der Europa League erstmals in einem Spiel der Profimannschaft auf der Bank. Nach dem Abgang von Macey im Januar 2021 stieg Hein kurzzeitig zur „Nummer 3“ auf, ehe mit Mathew Ryan ein weiterer Torhüter verpflichtet wurde. Nachdem Hein bisher nur in der Londoner Reservemannschaft zum Einsatz gekommen war, verpflichtete ihn Anfang 2022 leihweise der Zweitligist FC Reading. In zwei Monaten kam der Nationaltorhüter Estlands dort auf fünf Partien in der EFL Championship, doch wegen einer Fingerverletzung wurde der Leihvertrag im März wieder aufgelöst.
Zur Saison 2024/25 wurde er nach Spanien an Real Valladolid verliehen.

### Nationalmannschaft
Zwischen Juni 2017 und September 2018 bestritt er 14 Länderspiele für die estnische U17-Nationalmannschaft. Zum Jahresende 2019 hütete er in drei Partien das Tor der U19 und in dieser Zeit stand er auch erstmals für die U21 auf dem Rasen. Am 5. September 2020 bestritt er bei der 0:1-Heimniederlage gegen Georgien in der UEFA Nations League sein Debüt in der A-Nationalmannschaft.